# Gerhard Tappen
Dietrich Gerhard Emil Tappen (Esens, 3. srpnja 1866. -  Goslar, 28. svibnja 1953.) je bio njemački general i vojni zapovjednik. Tijekom Prvog svjetskog rata zapovijedao je 5. ersatzkom divizijom i 15. pješačkom divizijom, te bio načelnikom stožera 7. armije i Grupe armija Mackensen na Rumunjskom, Istočnom i Zapadnom bojištu.

## Vojna karijera
Gerhard Tappen rođen je 3. srpnja 1866. u Esensu. Sin je Theodora Tappena i Johanne Schmeding. U prusku vojsku stupio je kao dobrovoljac u travnju 1885. služeći u 15. pukovniji poljskog topništva. Od 1888. pohađa vojnu školu za topništvo i inženjeriju, a od 1893. godine Prusku vojnu akademiju. Te iste godine promaknut je u čin poručnika. Po završetku vojne akademije, ponovno od 1896. služi u 15. pukovniji poljskog topništva. Od 1897. služi u Glavnom stožeru, da bi se od 1899. nalazio na službi u stožeru XVI. korpusa smještenog u Metzu. Te iste godine unaprijeđen je u čin satnika.
Godine 1901. Tappen postaje zapovjednikom satnije u 8. pukovniji poljskoga topništva, da bi potom od 1903. ponovno služio u Glavnom stožeru. Od 1904. nalazi se na službi u stožeru 16. pješačke divizije u Trieru, dok od 1906. predaje na Pruskoj vojnoj akademiji. Te iste godine, u siječnju, promaknut je u čin bojnika. Od 1909. služi u stožeru XVII. korpusa sa sjedištem u Danzigu kojim je tada zapovijedao August von Mackensen, dok se od 1910. ponovno nalazi na službi u Glavnom stožeru. U listopadu 1912. unaprijeđen je u potpukovnika.

## Prvi svjetski rat
Na početku Prvog svjetskog rata Tappen služi u odjelu operacija Glavnog stožera. U ožujku 1915. privremeno obnaša dužnost načelnika stožera 7. armije, da bi se potom ponovno u travnju vratio na službu u odjel operacija Glavnog stožera. U lipnju te iste godine promaknut je u čin general bojnika, da bi 11. rujna 1915. bio odlikovan ordenom Pour le Mérite. 
U kolovozu 1916. Tappen postaje načelnikom stožera novoustrojene Grupe armija Mackensen kojom je zapovijedao August von Mackensen. Kao načelnik stožera navedene grupe armija koja se nalazila na Rumunjskom bojištu sudjeluje u invaziji na Rumunjsku. U prosincu 1916. dobiva zapovjedništvo nad 5. ersatzkom divizijom koja je upravo tada bila premještena sa Zapadnog na Istočno bojište. Navedenom divizijom koja se nalazila na relativnom mirnom, sjevernom dijelu Istočnog bojišta zapovijeda do rujna 1917. kada postaje zapovjednikom 15. pješačke divizije. Petnaesta divizija nalazila se na Zapadnom bojištu, te je pretrpjela teške gubitke u Trećoj bitci kod Ypresa nakon čega je povučena u pozadinu. Tappen je 15. pješačkom divizijom zapovijedao sve do kraja rata.

## Poslije rata
Nakon završetka rata Tappen je u listopadu 1919. umirovljen. Istodobno s umirovljenjem dodijeljen mu je počasni čin general poručnika. U kolovozu 1939. na 25-godišnjicu Bitke kod Tannenberga dodijeljen mu je počasni čin generala topništva. 
Gerhard Tappen preminuo je 28. svibnja 1953. u 87. godini života u Goslaru.

## Vanjske poveznice
(eng.) Gerhard Tappen na stranici Prussian Machine